# Истобное (Воронежская область)
Исто́бное — село в Репьёвском районе Воронежской области России. Административный центр Истобинского сельского поселения.

## География
Село Истобное расположено в северной части Репьёвского района в 27 километрах от районного центра — села Репьёвки.

### Климат
Климат умеренно континентальный. Населенный пункт располагается в лесостепной зоне. Самый жаркий месяц в году — июль, самый холодный — январь.

## Этимология
Мнения по поводу происхождения названия села разнятся. Есть предположение, что оно произошло от слова «истоплый», то есть «затопляемый». Воспроизводят его также от слова «изба», которое раньше писалось как «истба».
У села есть и второе название — «Стебёнки», которое до сих пор распространено среди местных жителей. В старину в соседних сёлах было шуточное объяснение этого названия: якобы истобенцы во время драки «шибко стебаются, от того и село зовётся Стебёнки».

## История
Историки-краеведы сходятся во мнении, что село Истобное основано в конце первой половины XVII века. Об этом косвенно свидетельствует тот факт, что уже в 1667 году в селе упоминается Покровская церковь. Согласно «Воронежской старине» (выпуск 6, 1907 год) первопоселенцами были беглые крепостные из Рязанских земель. Другие авторы указывают, что село могли основать мелкие служилые люди, несшие службу по охране южных окраин Московского государства от набегов кочевников.
Ректор Воронежской Семинарии Архимандрит Дмитрий (Самбикин) в документах середины 1880-х годов отмечал, что в селе Истобном насчитывается прихожан 2800 душ. Основываясь на этих данных можно предположить, что население села в то время составляло никак не меньше 5 000 человек (с учетом характерного для описываемого времени большого количества детей в крестьянских семьях).
Имеются сведения, что после голодного 1891 года часть жителей села выехала в Барнаульский уезд Томской губернии, где образовала село Подстебное.
До 1928 года Истобное территориально входило в состав Нижнедевицкого уезда Воронежской губернии.
В период коллективизации в селе образовано 2 колхоза, впоследствии объединенных в один.
Летом 1942 года Истобное, как и другие села района, было оккупировано немцами. Освобождено 17 января 1943 года в ходе Острогожско-Россошанской операции советских войск.
В послевоенные годы Покровская церковь в селе была разрушена.

## Население
| 1859 | 1897  | 2010  | 2014  |
| ---- | ----- | ----- | ----- |
| 4839 | ↗7137 | ↘1369 | ↗1476 |

## Инфраструктура
В селе расположены средняя школа, детский сад, два почтовых отделения, фельдшерско-акушерский пункт, отделение Сбербанка, сельский культурно-досуговый центр, молельный дом и сельская библиотека. Сфера торговли и общественного питания представлена несколькими магазинами районного потребительского общества, а также торговыми точками (магазинами и киосками) частных предпринимателей.
Крупные сельские улицы соединены дорогами с асфальтовым покрытием. На улицах Болдырева и Репьевской имеется также уличное освещение.

## Транспорт
Через Истобное проходит автомобильная дорога регионального значения «Курск—Борисоглебск»—Хохольский—Репьёвка", посредством которой осуществляется регулярное автобусное сообщение с районным и областным центром.